# Маяк Святой Екатерины
Маяк Святой Екатерины (англ. St. Catherine's Lighthouse) — один из старейших британских маяков, расположенный с 1323 года на мысе Святой Екатерины на острове Уайт.
В современном виде маяк был построен после крушения судна Clarendon в 1837 году к западу от деревни Нитон (Niton). Представляет собой белую башню высотой 27 метров, напротив которой стоит другая башня с сиреной, включаемой во время тумана. Trinity House круглый год производит экскурсии по маяку.
Художественное описание маяка содержится в классическом рассказе Р. Киплинга «Пират с маяка» (1891).